# حمو بوتليليس
بوتليليس بن الحبيب حمو كان قائد المنظمة الخاصة في شمال غرب الجزائر، ولد في وهران في 5 سبتمبر 1920 من أسرة نزحت إليها من ناحية طفراوي، وسمي كذلك تبركاً بولي قبيلة مليتة الذي يحمل نفس الاسم.
تعلم مبادئ اللغة العربية وحفظ ما تيسر من القرآن الكريم، وواظب لاحقاً على دروس الشيخ الطيب المهاجي وكذلك دروس مدرسة الفلاح التابعة لجمعية العلماء المسلمين الجزائريين، كما درس المرحلة الابتدائية بالمدرسة الفرنسية (الأهلية)، لكنه توقف عند عتبة المرحلة الإكمالية.
انخرط في فوج النجاح للكشافة الإسلامية الجزائرية بسيدي بلال سنة 1937  وكان مولعا بالنشاطات الرياضية من عدو وكرة وسباحة. التحقق بحزب الشعب الجزائري سنة 1939 قبل حظره في 26 سبتمبر من نفس السنة· وتدرج في النضال إلى أن أصبح مسؤول المنظمة الخاصة نائباً لأحمد بن بلة شمال عمالة وهران. أشرف رفقة حسين آيت أحمد، قائد المنظمة الخاصة، على تدبير عملية بريد وهران في 5 أبريل 1949، واعتقل بسببها بعض الوقت ليحاكم لاحقا ويحكم عليه بـ8 سنوات سجنا· كما اعتقل سنة 1950 في قضية المنظمة الخاصة وحكم عليه بـ6 سنوات سجنا مشفوعة بـ10 سنوات نفيا ومثلها حرمانا من الحقوق السياسية. قضى 7 سنوات ونصف السنة بين سجون وهران والجزائر قبل أن يستقر بسجن الأصنام (الشلف) العقابي، بسبب صلابته وعناده في مقاومة الاحتلال داخل سجونه.
نتيجة هذه المواقف المبدئية الصلبة والسلوكات النضالية العنيدة، اعتبره جيش الاحتلال عدواً لدوداً ميؤوساً من كسبه حسب لغة زبانية الحرب النفسية، وبناء على ذلك اختطف في 21 أكتوبر 1957 عشية الإفراج عنه ومنذ ذلك الحين لم يظهر له أثر.
وكانت زوجته المناضلة عندما تسأل عنه المصالح المعنية، ترد عليها بكل صلف: اسألي عنه عبد الحفيظ بوصوف.

## نشأته
نشأ نشأة رياضية جمعت بين كرة القدم والعدْو والسباحة· ومارس النشاط الكروي لاعبا (الاتحاد الرياضي الإسلامي) ومدربا (الأمل الرياضي- المدنية الجديدة)· وقد كان من رواد النشاط الكشفي بوهران من خلال فوج النجاح، واستكمل تكوينه شبه العسكري بأداء الخدمة الإجبارية في أواخر الحرب العالمية الثانية·كما اكتسب تجربة نضالية صلبة، بفضل التحاقه بحزب الشعب الجزائري في سنوات الحظر والنشاط السري الخطير، إبان الحرب العالمية الثانية·وهو ما تجلى في قدرته الخطابية ومهارته في إدارة الإجتماعات والتوفيق بين مختلف وجهات النظر، كما يشهد بذلك رفاقه في النضال·وكان شديد الإلتزام بمبادئه؛ فقد حرص على إشراك والدته خيرة وزوجته في معركة الشرف والحرية·

## قائد المنظمة الخاصة بالشمال الوهراني
بعد تجربة المجلس الجزائري ـ الغنية بالدروس ـ تفرغ بوتليليس حمو إلى نشاطات المنظمة الخاصة، الجناح شبه العسكري لحزب الشعب الجزائري، إلى جانب الواجهة الشرعية المتمثلة في حركة انتصار الحريات الديمقراطية، وفي هذا الإطار شهد شهر مايو 1948 هيكلة المنظمة الخاصة على مستوى شمال غرب البلاد هو ما أسفرعن تعيين بوتليليس قائدا بمساعدة كل من:
- سويداني بوجمعة، مسؤول منطقة وهران في نفس الوقت·
- بلحاج بوشعيب (المدعو أحمد) مسؤول منطقة تيارت، مستغانم مرورا بمعسكر وغليزان·

وفي سبتمبر من العام نفسه، أشرف رفقة زميله عبد الرحمن بن سعيد، مسؤول الجنوب الوهراني، على تربص لإطارات المنظمة الخاصة، على مستوى غرب البلاد بجبل المرجاجو استغرق أسبوعا، وتوج باختبار لتحديد المتفوقين··
وفي إطار البحث عن تمويل نشاطات المنظمة الخاصة المتزايدة، وقع اختيار القيادة على بريد وهران، حيث تجمع أموال العمالة في نهاية كل شهر، ويعفي ذلك تحميل بوتليليس ورفاقه مسؤولية تدبير الهجوم على البريد المركزي، لغنم ما تيسّر من هذه الأموال، وتولى الإشراف على العملية مباشرة قائد المنظمة حسين آيت أحمد بمعية أحمد بن بلة، قائد المنظمة بغرب البلاد، وبوتليليس قائد الشمال الوهراني·وقد ساهم هذا الأخير في اختيار العناصر المشاركة في العملية بقيادة أحمد بوشعيب· وكان من المفروض أن تتم في بداية مارس 1949، لكن تأجلت ـ لعارض ميكانيكي ـ إلى 5 أبريل الموالي، وبعد نجاح العملية نسبيا، أشرف بوتليليس شخصيا على ضمان نقل الغنيمة إلى العاصمة، وتهريب بعض المشاركين في نفس الإتجاه مستعينا بأفراد أسرته، وفي مقدمتهم زوجته المناضلة في الحركة النسائية الوطنية بوهران· ولم يكتف بذلك، بل انتقل إلى الجزائر لاستقبالهم وضمان إيوائهم في أماكن آمنة، كما بقي بالعاصمة لبعض الوقت،.

### إعتقاله
ثم عاد ليسلم نفسه إلى مصالح الأمن بعد ذاك· ومع ذلك تم حبسه على ذمة التحقيق من مايو الموالي إلى نوفمبر من نفس السنة· وفور الإفراج عنه استأنف مهامه النضالية المتعدد لكن لبضعة أشهر فقط، حيث تم اعتقاله من جديد في 29 أبريل 1950 عقب الإعلان عن اكتشاف سلطات الاحتلال للمنظمة الخاصة وحملة الاعتقالات التي صاحبتها في صفوف المنظمة، لتتم محاكمته لا حقا في 12فبراير 1951 في إطار قضية الـ47، بعدد المتهمين، وتم النطق بالحكم في 6 مارس 1951 وكان قاسيا: 6 سنوات سجنا و10 نفيا ومثلها حرمانا من الحقوق المدنية، حاول المحكوم عليهم بوهران استئناف الحكم بالعاصمة، لكن دون نتيجة غير تثبيت الحكم الأول· وصادف نقلهم إلى ىسجن سركاجي حدوث حركة إحتجاجية بقيادة رمضان عبان، المحكوم عليه في قضية 27 ببجاية، واستوجب ذلك تدخل الحرس المتنقل والتصادم مع السجناء.
في هذا الجو المتوتر، اصطدم بوتليليس ببعض الحراس يوم 8 مايو 1951 مستعملا لكماته القوية، الأمر الذي دفع إدارة السجن إلى نقله في منتصف يوليو الموالي إلى سجن الشلف التأديبي، وقد ساهم هناك في تنظيم إضراب في ربيع 1952 استغرق 37 يوما احتجاجا على سوء المعاملة، ولم يتوقف هذا الإضراب إلا بأمر من قيادة حركة الانتصار، بعد الحصول على بعض الحقوق· ومع تطور التحقيق في قضية بريد وهران، نقل في يونيو من نفس السنة إلى سجن هذه المدينة في انتظار محاكمته التي كانت حصيلتها 8 سنوات سجنا، أعيد إثرها إلى سجن الشلف الرهيب· وبعد زلزال 9 سبتمبر 1954 والأضرار التي لحقت بالسجن، نقل إلى الحراش، حيث كانت زوجته تزوره رفقة ابنتيهما بانتظام، وقد مكث هناك حتى سنة 1956، ليعود من جديد إلى السجن الأول.

## استشهاده
وفي أواخر أوت 1957 أخبر أسرته بقرب الإفراج عنه، وتلقّت الأسرة فعلا إشعارا من إدارة السجن على أساس أن يتم ذلك في 22 أكتوبر الموالي، لكن المخابرات العسكرية سارعت باختطافه واغتياله قبل يوم من ذلك، مثلما فعلت بالعديد من أمثاله الذين تعتبرهم ميؤوسا منهم، أي مناضلين أشداء صامدين في مقاومتهم للنظام الفرنسي .

## وصلات خارجية
صحيفة الأمة العربية، (تكريم عائلة الشهيد حمو بوتليليس).